# Тресса, Альфонсо
Альфо́нсо Тре́сса Эрна́ндес (исп. Alfonso Trezza Hernández, род. 22 июня 1999, Флорида) — уругвайский футболист, играющий на позиции полузащитника в португальском клубе «Арока».

## Биография
Альфонсо Тресса — воспитанник академии «Насьоналя». В 2018 году вместе с командой для игроков не старше 20 лет он выиграл молодёжный Кубок Либертадорес, обыграв в финале сверстников из эквадорского «Индепендьенте дель Валье» (2:1).
Тресса дебютировал на профессиональном уровне в «Насьонале» 27 августа 2020 года в матче уругвайской Примеры против «Прогресо», который его команда выиграла со счётом 2:1. В своём первом сезоне Тресса сыграл в 30 матчах Примеры и помог своей команде выиграть титул чемпиона Уругвая 2020 — это случилось в начале апреля 2021 года, поскольку из-за пандемии COVID-19 последние этапы сезона 2020 доигрывались уже в первые месяцы следующего календарного года.
Свой первый гол на профессиональном уровне Тресса забил в рамках Кубка Либертадорес. 22 октября 2020 года в матче шестого тура в группе F «Насьональ» обыграл перуанскую «Альянсу Лиму» со счётом 2:0. Счёт открыл Гонсало Берхессио, а на 31 минуте Альфонсо Тресса забил второй мяч. Это позволило уругвайской команде обогнать по разнице забитых и пропущенных мячей аргентинский «Расинг» и занять первое место в группе.
В 2021 году Тресса выиграл с «трёхцветными» Суперкубок Уругвая, а по итогам сезона «Насьональ» финишировал на втором месте в чемпионате. Сам Тресса провёл 27 матчей и забил четыре гола. Свой первый гол в чемпионате Уругвая он забил 23 мая 2021 года в матче второго тура Апертуры в игре против «Прогресо». «Насьональ» одержал победу в гостях — 3:1, а Тресса установил окончательный счёт на 87 минуте.
16 августа 2023 года португальский клуб Арока объявил о заключении с футболистом четырехлетнего контракта.

## Титулы и достижения
- Чемпион Уругвая (1): 2020
- Вице-чемпион Уругвая (1): 2021
- Обладатель Суперкубка Уругвая (1): 2021
- Обладатель молодёжного Кубка Либертадорес (1): 2018